# Jorxey
Jorxey est une commune française située dans le département des Vosges en région Grand Est.

## Géographie
| Bouxurulles |         | Rapey           |
| Avillers    | Jorxey  | Gugney-aux-Aulx |
| Ahéville    | Vaubexy |                 |

### Localisation
La commune est à 1,9 km de Rapey, 2,9 de Gugney-aux-Aulx, 3,6 de Vaubexy et 4,5 de Avillers.

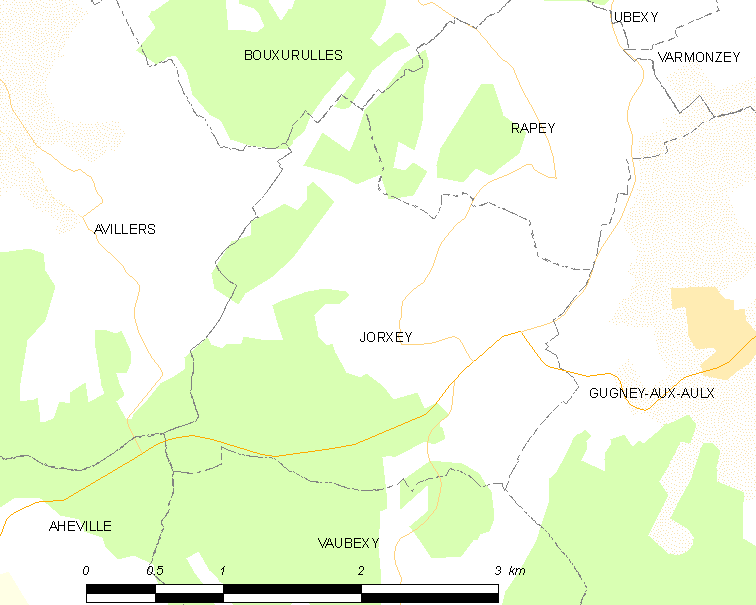
Situation géographique de Jorxey.

### Géologie et relief
La commune se compose de 337,16 hectares de territoires agricoles (62,21 %) et 204,93 hectares de forêts et milieux semi-naturels (37,81 %).

### Sismicité
Commune située dans une zone de sismicité moyenne.

### Hydrographie et les eaux souterraines
Hydrogéologie et climatologie : Système d’information pour la gestion des eaux souterraines du bassin Rhin-Meuse :
Territoire communal : Occupation du sol (Corinne Land Cover); Cours d'eau (BD Carthage),
Géologie : Carte géologique; Coupes géologiques et techniques,
 Hydrogéologie : Masses d'eau souterraine; BD Lisa; Cartes piézométriques.

#### Réseau hydrographique
La commune est située dans le bassin versant du Rhin au sein du bassin Rhin-Meuse. Elle est drainée par le ruisseau du Xouillon,.

#### Gestion et qualité des eaux
Le territoire communal est couvert par le schéma d'aménagement et de gestion des eaux (SAGE) « Nappe des Grès du Trias Inférieur ». Ce document de planification, dont le territoire comprend le périmètre de la zone de répartition des eaux de la nappe des Grès du trias inférieur (GTI), d'une superficie de 1 497 km2,  est en cours d'élaboration. L’objectif poursuivi est de stabiliser les niveaux piézométriques de la nappe des GTI et atteindre l'équilibre entre les prélèvements et la capacité de recharge de la nappe. Il doit être cohérent avec les objectifs de qualité définis dans les SDAGE Rhin-Meuse et Rhône-Méditerranée. La structure porteuse de l'élaboration et de la mise en œuvre est le conseil départemental des Vosges.
La qualité des eaux de baignade et des cours d’eau peut être consultée sur un site dédié géré par les agences de l’eau et l’Agence française pour la biodiversité.

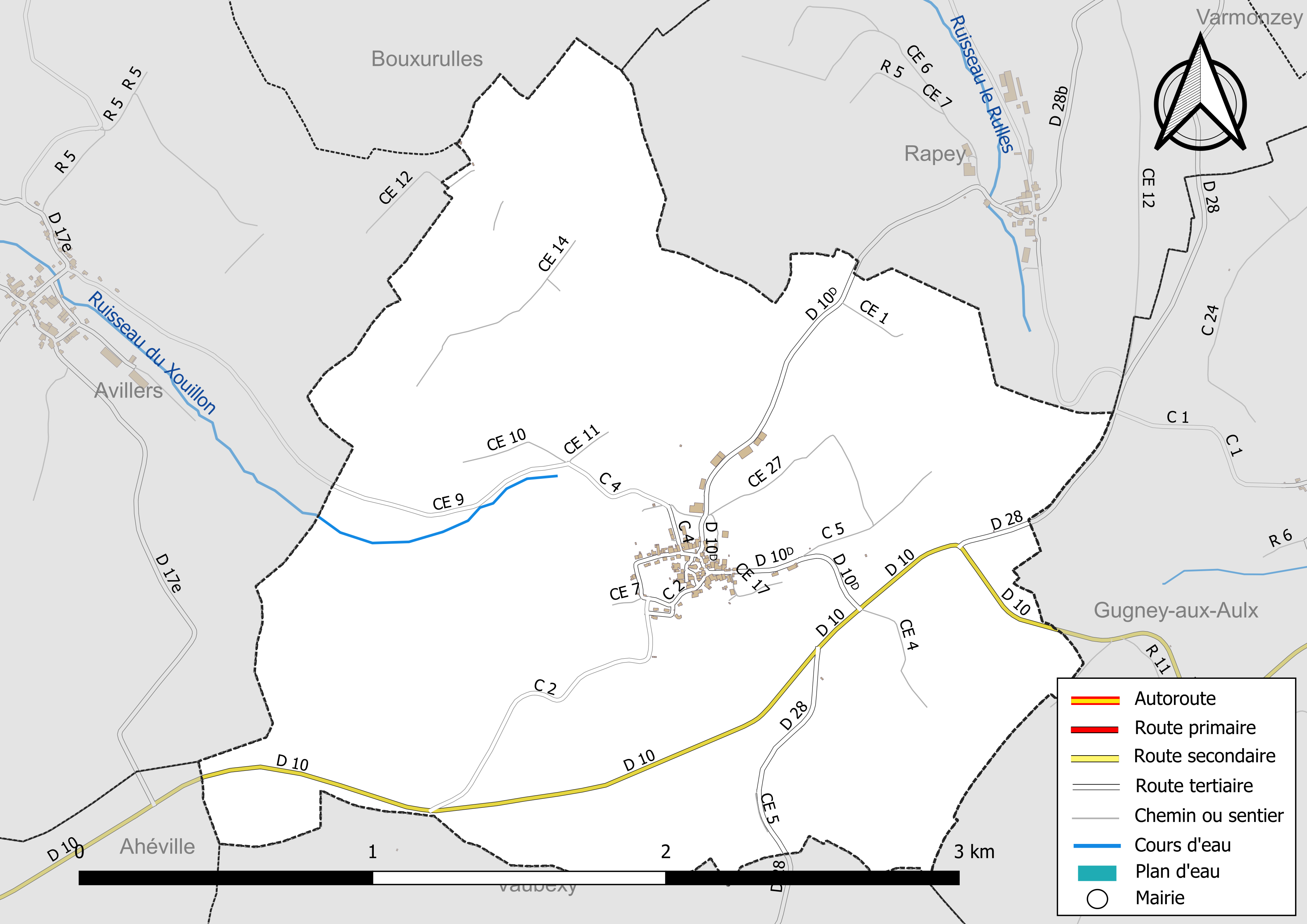
Réseaux hydrographique et routier de Jorxey.

### Climat
Pour des articles plus généraux, voir Climat du Grand Est et Climat des Vosges.
En 2010, le climat de la commune est de type climat de montagne, selon une étude du Centre national de la recherche scientifique s'appuyant sur une série de données couvrant la période 1971-2000. En 2020, Météo-France publie une typologie des climats de la France métropolitaine dans laquelle la commune est exposée à un climat semi-continental et est dans la région climatique  Lorraine, plateau de Langres, Morvan, caractérisée par un hiver rude (1,5 °C), des vents modérés et des brouillards fréquents en automne et hiver. 
Pour la période 1971-2000, la température annuelle moyenne est de 9,1 °C, avec une amplitude thermique annuelle de 17 °C. Le cumul annuel moyen de précipitations est de 977 mm, avec 12,4 jours de précipitations en janvier et 10 jours en juillet. Pour la période 1991-2020, la température moyenne annuelle observée sur la station météorologique de Météo-France la plus proche, « Mirecourt-inra », sur la commune de Mirecourt à 8 km à vol d'oiseau, est de 10,4 °C et le cumul annuel moyen de précipitations est de 824,3 mm. 
La température maximale relevée sur cette station est de 39,5 °C, atteinte le 25 juillet 2019 ; la température minimale est de −19,5 °C, atteinte le 20 décembre 2009,,. 
Les paramètres climatiques de la commune ont été estimés pour le milieu du siècle (2041-2070) selon différents scénarios d'émission de gaz à effet de serre à partir des nouvelles projections climatiques de référence DRIAS-2020. Ils sont consultables sur un site dédié publié par Météo-France en novembre 2022.

### Voies de communications et transports

#### Voies routières
- D 10 vers Ahéville et Gugney-aux-Aulx[13].

#### Transports en commun
- Fluo Grand Est.

##### SNCF
- Gare de Charmes.
- Gare de Châtel - Nomexy.
- Gare de Thaon.

## Urbanisme

### Typologie
Au 1er janvier 2024, Jorxey est catégorisée commune rurale à habitat dispersé, selon la nouvelle grille communale de densité à sept niveaux définie par l'Insee en 2022.
Elle est située hors unité urbaine. Par ailleurs la commune fait partie de l'aire d'attraction de Mirecourt, dont elle est une commune de la couronne,. Cette aire, qui regroupe 33 communes, est catégorisée dans les aires de moins de 50 000 habitants,.

### Occupation des sols
L'occupation des sols de la commune, telle qu'elle ressort de la base de données européenne d’occupation biophysique des sols Corine Land Cover (CLC), est marquée par l'importance des territoires agricoles (62 % en 2018), une proportion identique à celle de 1990 (62 %). La répartition détaillée en 2018 est la suivante : 
prairies (39,8 %), forêts (38 %), zones agricoles hétérogènes (22,3 %). L'évolution de l’occupation des sols de la commune et de ses infrastructures peut être observée sur les différentes représentations cartographiques du territoire : la carte de Cassini (XVIIIe siècle), la carte d'état-major (1820-1866) et les cartes ou photos aériennes de l'IGN pour la période actuelle (1950 à aujourd'hui).

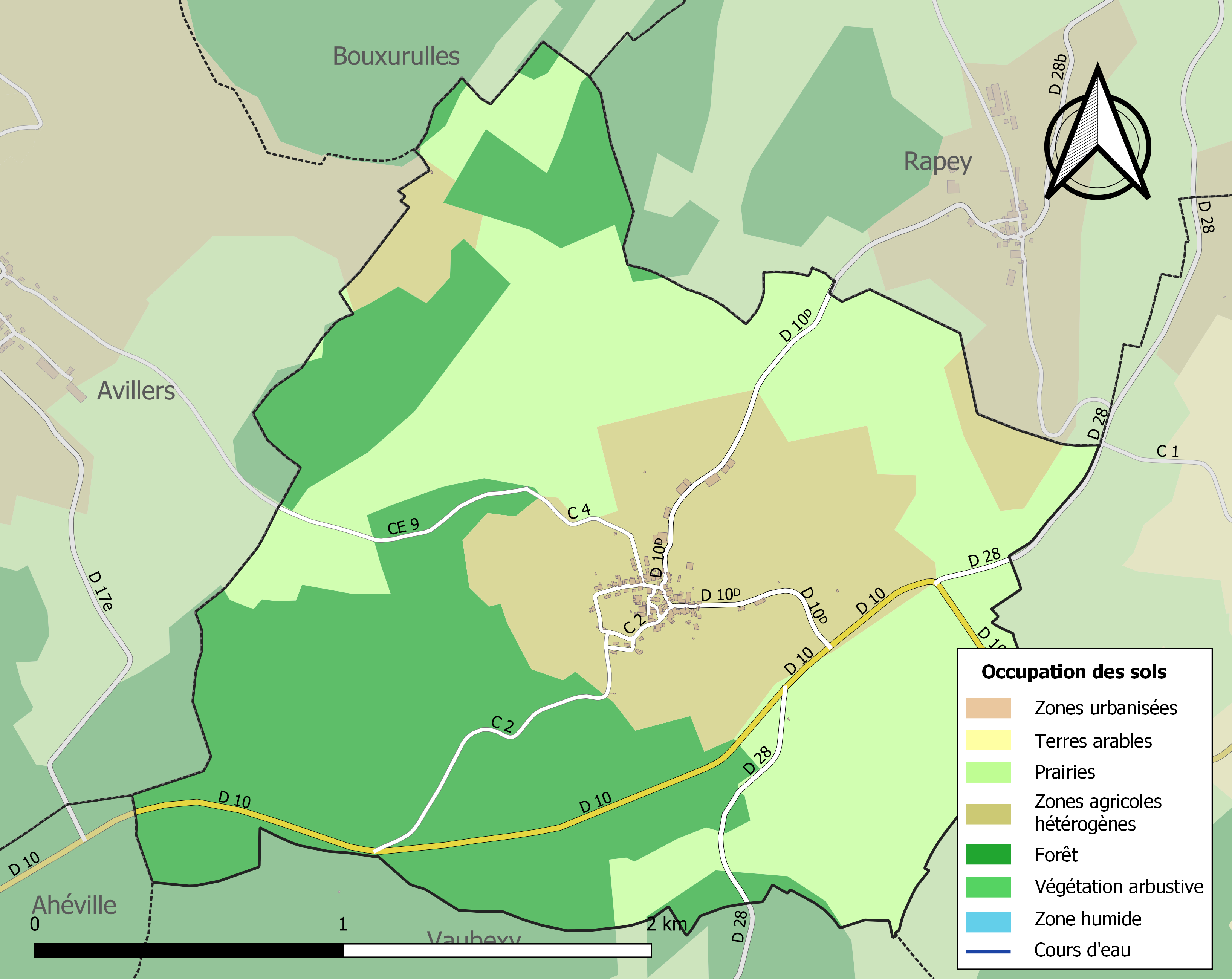
Carte des infrastructures et de l'occupation des sols de la commune en 2018 (CLC).

## Toponymie
Le nom de la localité est attesté sous les formes Th. de Jorceis (1172) ; De Jorseio (1181) ; « Odonis archidiaconi de Jorceio » (avant 1192) ; « Decani christianitatis de Jorxeyo » (1246) ; Jorcei (1281) ; De Jorceyo (1283) ; Jorceyz (XIIIe siècle) ; Jorceix (1333) ; Jocey (1343) ; Joixey (1390) ; De Joceyo (XIVe siècle) ; Jorxey, Jorcey (XIVe siècle) ; Juxcy (1594) ; Joxey (1594) ; Jorsais (1661) ; Joursey (XVIIe siècle) ; Jorsey (1711) ; Jorxai (1736) ; Sorxey (an II).

Le -x- se prononçait autrefois « ch » [ʃ], selon des témoignages recueillis par Albert Dauzat et équivaut à deux -ss- et se prononce donc [s] dans les années 2010.
La toponymie de Jorxey (-acum) évoque également une occupation dès la période gallo-romaine.

## Histoire
Le nom de Jorceis est attesté depuis 1172. La seigneurie de Jorxey appartenait au seigneur de Tilly.
La cure de Jorxey dépendait du patronage du chapitre de Remiremont et était chef-lieu de doyenné. Elle avait pour dépendances Avillers en partie, Rapey, Vaubexy (jusqu’en 1715) et pour annexe Bouxurulles. L’église remonte au XIe siècle.
De 1790 à l'an VIII, Jorxey a fait partie du canton de Mirecourt.

## Politique et administration

### Découpage territorial
Commune membre de la Communauté de communes de Mirecourt Dompaire.
Par arrêté préfectoral du 15 septembre 2023, la commune est retirée le 1er janvier 2024 de l'arrondissement d'Épinal et rattachée à l'arrondissement de Neufchâteau.

### Liste des maires
| Période                                  | Période                   | Identité                                          | Étiquette | Qualité     |
| ---------------------------------------- | ------------------------- | ------------------------------------------------- | --------- | ----------- |
| Les données manquantes sont à compléter. |                           |                                                   |           |             |
| mars 1983                                | mars 2001                 | Pierre Laurent (1927-2020)                        |           | Agriculteur |
| mars 2001                                | mars 2008                 | Philippe Magnier                                  |           |             |
| mars 2008                                | En cours (au 25 mai 2020) | Philippe Cherpitel Réélu pour le mandat 2020-2026 |           | [ 25 ]      |

### Budget et fiscalité 2023

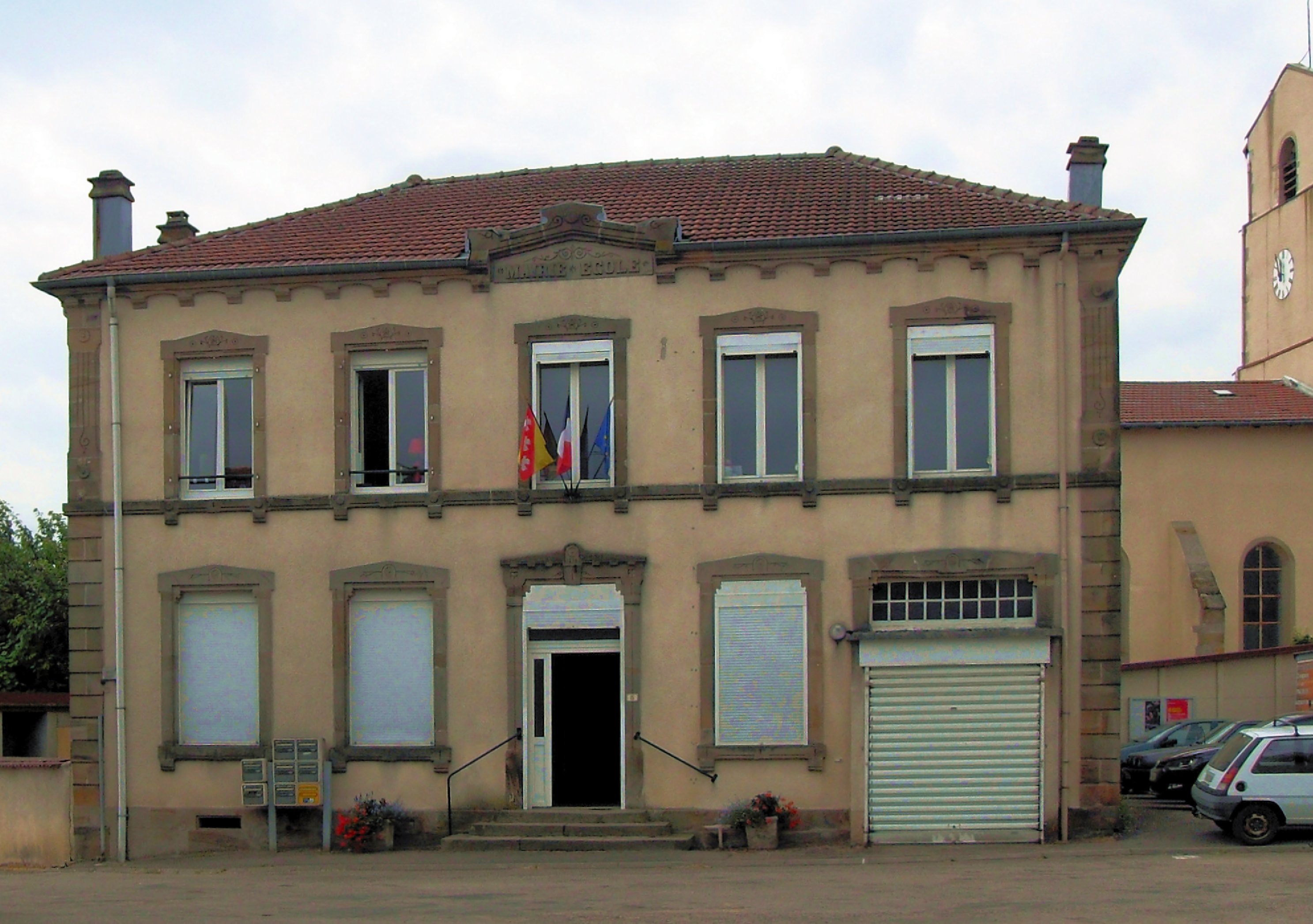
La mairie de Jorxey.

En 2023, le budget de la commune était constitué ainsi :
- total des produits de fonctionnement : 91 000 €, soit 1 087 € par habitant ;
- total des charges de fonctionnement : 85 000 €, soit 1 014 € par habitant ;
- total des ressources d'investissement : 189 000 €, soit 2 252 € par habitant ;
- total des emplois d'investissement : 18 000 €, soit 215 € par habitant ;
- endettement : 166 000 €, soit 1 978 € par habitant.

Avec les taux de fiscalité suivants :
- taxe d'habitation : 15,02 % ;
- taxe foncière sur les propriétés bâties : 31,84 % ;
- taxe foncière sur les propriétés non bâties : 8,05 % ;
- taxe additionnelle à la taxe foncière sur les propriétés non bâties : 0,00 % ;
- cotisation foncière des entreprises : 0,00 %.

Chiffres clés Revenus et pauvreté des ménages en 2021 : médiane en 2021 du revenu disponible, par unité de consommation.

## Population et société

### Démographie

#### Pyramide des âges
L'évolution du nombre d'habitants est connue à travers les recensements de la population effectués dans la commune depuis 1793. Pour les communes de moins de 10 000 habitants, une enquête de recensement portant sur toute la population est réalisée tous les cinq ans, les populations de référence des années intermédiaires étant quant à elles estimées par interpolation ou extrapolation. Pour la commune, le premier recensement exhaustif entrant dans le cadre du nouveau dispositif a été réalisé en 2008.

En 2022, la commune comptait 81 habitants, en évolution de −4,71 % par rapport à 2016 (Vosges : −2,96 %, France hors Mayotte : +2,11 %).
| 1793 | 1800 | 1806 | 1821 | 1831 | 1836 | 1841 | 1846 | 1856 |
| ---- | ---- | ---- | ---- | ---- | ---- | ---- | ---- | ---- |
| 221  | 217  | 265  | 295  | 281  | 291  | 294  | 292  | 283  |

| 1861 | 1866 | 1876 | 1881 | 1886 | 1891 | 1896 | 1901 | 1906 |
| ---- | ---- | ---- | ---- | ---- | ---- | ---- | ---- | ---- |
| 291  | 270  | 258  | 278  | 283  | 246  | 226  | 207  | 192  |

| 1911 | 1921 | 1926 | 1931 | 1936 | 1946 | 1954 | 1962 | 1968 |
| ---- | ---- | ---- | ---- | ---- | ---- | ---- | ---- | ---- |
| 182  | 156  | 151  | 144  | 143  | 130  | 131  | 127  | 109  |

| 1975 | 1982 | 1990 | 1999 | 2006 | 2008 | 2013 | 2018 | 2022 |
| ---- | ---- | ---- | ---- | ---- | ---- | ---- | ---- | ---- |
| 85   | 75   | 70   | 85   | 90   | 91   | 87   | 82   | 81   |

### Enseignement
Établissements d'enseignements :
- Écoles maternelles à Madegney, Évaux-et-Ménil, Savigny, Florémont, Mirecourt.
- Écoles primaires à Madegney, Évaux-et-Ménil, Brantigny, Savigny, Florémont.
- Collèges à Mirecourt, Charmes, Dompaire, Châtel-sur-Moselle, Thaon-les-Vosges.
- Lycées à Mirecourt, Thaon-les-Vosges, Harol, Épinal.

### Santé
Professionnels et établissements de santé :
- Médecins à Mirecourt, Mattaincourt, Vincey, Charmes, Dompaire, Damas-et-Bettegney, Nomexy.
- Pharmacies à Mirecourt, Mattaincourt, Vincey, Charmes, Dompaire, Nomexy, Châtel-sur-Moselle.
- Hôpitaux à Mirecourt, Mattaincourt, Charmes, Châtel-sur-Moselle.

### Cultes
- Culte catholique, Paroisse La-Croix-de-Virine[34], Diocèse de Saint-Dié.

## Économie

### Entreprises et commerces

#### Agriculture
- Élevage de vaches laitières.
- Sylviculture et autres activités forestières.

#### Tourisme
- Hébergements et restauration à Rugney, Velotte-et-Tatignécourt, Florémont, Vincey.

#### Commerces
- Commerces et services de proximité[35] à Dompaire, Charmes, Mirecourt, Vincey, Évraux-et-Ménil, Avillers, Madegney, Gugney-aux-Aulx.

## Culture locale et patrimoine

### Lieux et monuments

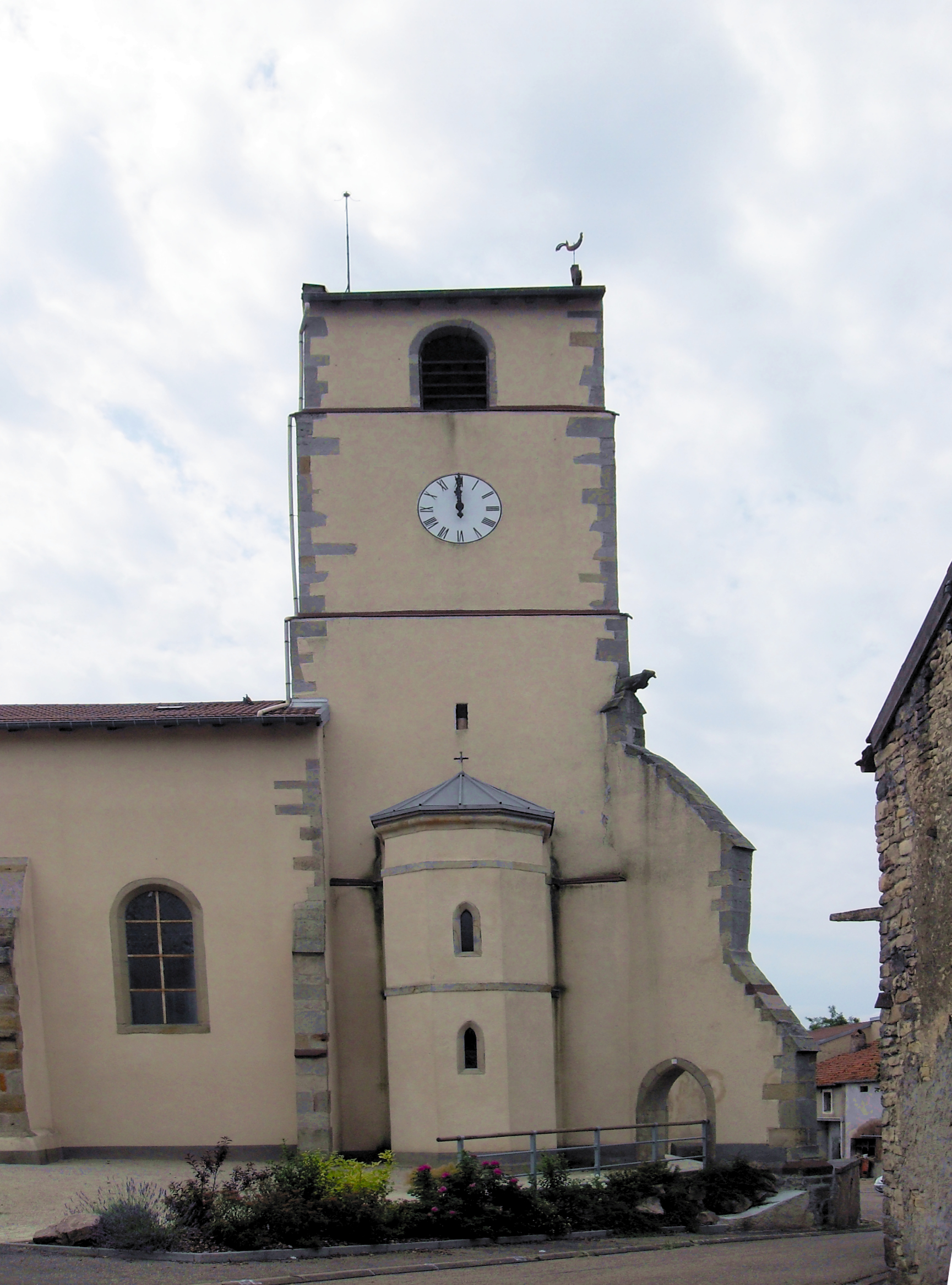
Église Saint-Epvre.
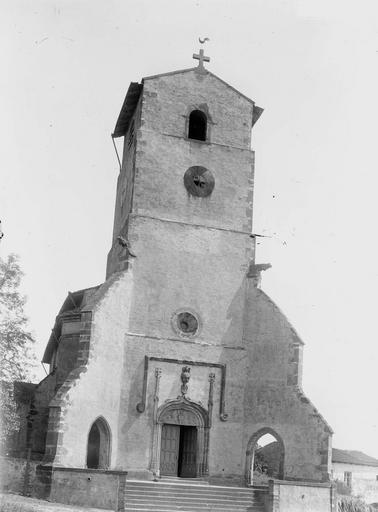
Ensemble ouest..
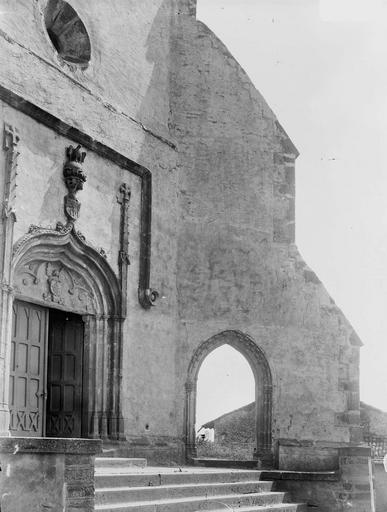
Portail et arc-boutant sud.

- Église Saint-Epvre XVe siècle/XVIe siècle[36].

Verrières classées par arrêté du 05 novembre 1982.
Objets mobiliers :
* Maître-autel.
* Autel, retable latéral sud, haut-relief : l'Institution du Rosaire.
* Autel, retable latéral nord, statue Saint Nicolas.
* Chaire à prêcher.
* Statue ange adorateur debout.
* Statue Vierge de Pitié.
* Statue Vierge au serpent
* Statue Saint Nicolas.
* Statue Evêque.
- Croix de chemin[48].
- Monument aux morts[49] : Conflits commémorés : Guerres 1914-1918 - 1939-1945.

### Personnalités liées à la commune
- Jean Lescoffier, Officier de la Légion d'honneur[50].
- Médaillés de Sainte-Hélène[51].
- Joseph Théophile Zamaron, Instituteur[52].

### Héraldique, logotype et devise
| Blason de Jorxey | Blason  | De gueules à la bande d'or chargée de trois roses d'azur, boutonnées d'argent et pointées de sinople, accompagnée de deux alérions d'argent posés en bande. |
| Blason de Jorxey | Détails | Adopté le 17 avril 2024. |

## Pour approfondir